# Clóset de Sor Juana
El Clóset de Sor Juana es una asociación civil mexicana constituida en 1996 pero que trabaja desde 1992 en la promoción de los derechos de las mujeres lesbianas y transgénero. La asociación fue fundada por activistas lesbianas y está integrada por mujeres feministas con diferentes orientaciones sexuales. En sus actividades promueven el intercambio de ideas, desarrollo de espacios que escuchen sus demandas, la inclusión de las lesbianas en programas de educación y salud sexual entre otros temas relacionados. Durante 20 años fue dirigida por la política mexicana Patria Jiménez.

## Proyectos

### Comal de incidencias
Es una iniciativa que se encarga de investigar y documentar violaciones a los derechos humanos de lesbianas, mujeres bisexuales y trans, crear espacios para hacer visibles estas condiciones y generar interlocución para defenderlos y mejorar su calidad de vida. 

### Transmisión vocal
Transmisión Vocal: Identidades Polifónicas es un coro integrado por lesbianas, mujeres trans y bisexuales que inició en 2012. Esta iniciativa promueve el respeto a sus derechos a través de la música. Bajo este proyecto se ha realizado el concurso “Transmisión Vocal: Jóvenes Componiendo por los Derechos” en el que participaron 70 jóvenes compositores y compositoras en edades de 18 a 35 años. 

### Salud sexual
En 2011, la asociación comienza a trabajar temas relacionados al VPH, VIH y otras enfermedades de transmisión sexual. Busca concientizar a las lesbianas y mujeres trans sobre el riego de contraer ETS, y a buscar que las autoridades las incluyan en sus programas de salud. 